# Ральф Мюнніх
Ральф Мюнніх (нім. Ralph Münnich; 11 лютого 1916, Хемніц — 4 лютого 1943, Атлантичний океан) — німецький офіцер-підводник, капітан-лейтенант крігсмаріне.

## Біографія
5 квітня 1935 року вступив на флот. З 23 липня 1942 року — командир підводного човна U-187. 12 січня 1943 року вийшов у свій перший і останній похід. 4 лютого U-187 був потоплений в Північній Атлантиці східніше Ньюфаундленду (50°12′ пн. ш. 36°35′ зх. д.) глибинними бомбами британських есмінців «Вімі» та «Беверлі». 45 членів екіпажу були врятовані, 9 (включаючи Мюнніха) загинули.

## Звання
- Кандидат в офіцери (5 квітня 1935)
- Морський кадет (25 вересня 1935)
- Фенріх-цур-зее (1 квітня 1936)
- Оберфенріх-цур-зее (1 січня 1938)
- Лейтенант-цур-зее (1 квітня 1938)
- Оберлейтенант-цур-зее (1 жовтня 1939)
- Капітан-лейтенант (1 січня 1943)

## Нагороди
- Медаль «За вислугу років у Вермахті» 4-го класу (4 роки)